# Human Events
Human Events es una revista conservadora estadounidense fundada en 1944. La revista toma su nombre de la primera oración de la Declaración de Independencia de los Estados Unidos que dice "When in the course of human events..." ("Cuando en el curso de los eventos humanos").
Human Events fue fundada en 1944 por Felix Morley, quien fue desde 1933 hasta 1940 el editor de 
The Washington Post; Frank Hanighen, y el ex Nuevo Seguidor de acuerdo Henry Regnery. En 1951, Frank Chodorov, exdirector de la Escuela Henry George de Ciencias Sociales, en Nueva York, reemplazó Morley como editor, la fusión de su boletín de noticias, analysis . En junio de 1953 Freda Utley escribió un artículo para la publicación en la que criticó a la adjudicación de los Sudetes de Checoslovaquia, que dice: "todo lo que mucho insultó  Neville Chamberlain hizo fue ponerse de acuerdo a la libre determinación del pueblo del la tierra de los Sudetes ... que nunca se habría otorgado a los checos si catorce puntos de  Wilson se habían adherido a ".
A principios de la década de 1960, Allan Ryskind (hijo de Morrie Ryskind) y Thomas S. Winter había adquirido la publicación Aportaciones a 'incluidos' Human Events  en los años 1960 y 1970 Spiro Agnew, James L .Buckley, Ralph de Toledano, Russell Kirk, Phyllis Schlafly, Murray Rothbard y Henry Hazlitt.  Newsweek '"señaló aunque  Human Events  no tenían un gran número de lectores fuera de la zona de Washington DC, "el pequeño tabloide dura disfruta un impacto fuera de toda proporción a su circulación" 
Human Events respaldó la intervención militar estadounidense en la guerra de Vietnam. Después de la guerra de Vietnam, Human Events culpó liberales americanos con el colapso de Vietnam del Sur.
Thomas S. Winter es el editor-in-chief y Jed Babbin es el editor en línea. Columnistas notables incluyen a Ann Coulter y Robert Novak. Human Events es publicada por Eagle Publishing de Washington D. C., que es una compañía hermana de Regnery Publishing.